# Prazepam
Prazepam (nomes comerciais: Demetrin, Prazene, entre outros) é um fármaco derivado das benzodiazepinas que possui propriedades ansiolíticas, anticonvulsivantes, sedativas e relaxantes muscular.
O prazepam é uma pró-droga do desmetildiazepam, que é responsável pelos efeitos terapêutIcos do prazepam.

## Indicações
Prazepam é indicado para o tratamento de curto prazo da ansiedade. Após terapia de curto prazo, geralmente a dose é reduzida gradualmente para diminuir possíveis sintomas de abstinência ou efeitos de rebote. O desmetildiazepam, seu metabólito ativo, tem uma meia-vida de 29 a 224 horas, de modo que é classificado como uma benzodiazepina de longa duração.

## Reacções adversas
- Sonolência.
- Descoordenação motora.
- Alterações gastro-intestinais.
- Diarreia.
- Vómitos.
- Alterações do  apetite.
- Alterações visuais.
- Irregularidades cardiovasculares.
- Alteração da memória.
- Confusão.
- Depressão.
- Vertigem.
- O  seu uso prolongado pode causar dependência e síndrome de abstinência quando a medicação é interrompida.

## Contra indicações e precauções
- As doses devem ser reduzidas nos idosos.
- Deve ser administrado com cuidado em doentes com miastenia gravis ou insuficiência respiratória ou com apneia do sono.
- Não deve ser administrado a doentes com porfiria.

## Interacções
- Deve ser evitado o uso concomitante de álcool e medicamentos depressores do Sistema Nervoso Central.

## Farmacocinética
- Prazepam atravessa a barreira placentária e aparece em pequenas doses no leite materno.
- É absorvido no trato gastro-intestinal.
- O Prazepam é metabolizado no fígado. Dessa metabolização resultam dois compostos com acção farmacológica, o oxazepam e o nordazepam. O metabolito nordazepam é o principal responsável pela acção farmacológica do prazepam.

## Excreção
- Prazepam é excretado pela urina, assim como os seus metabólitos.